# Els protocols dels savis de Sió

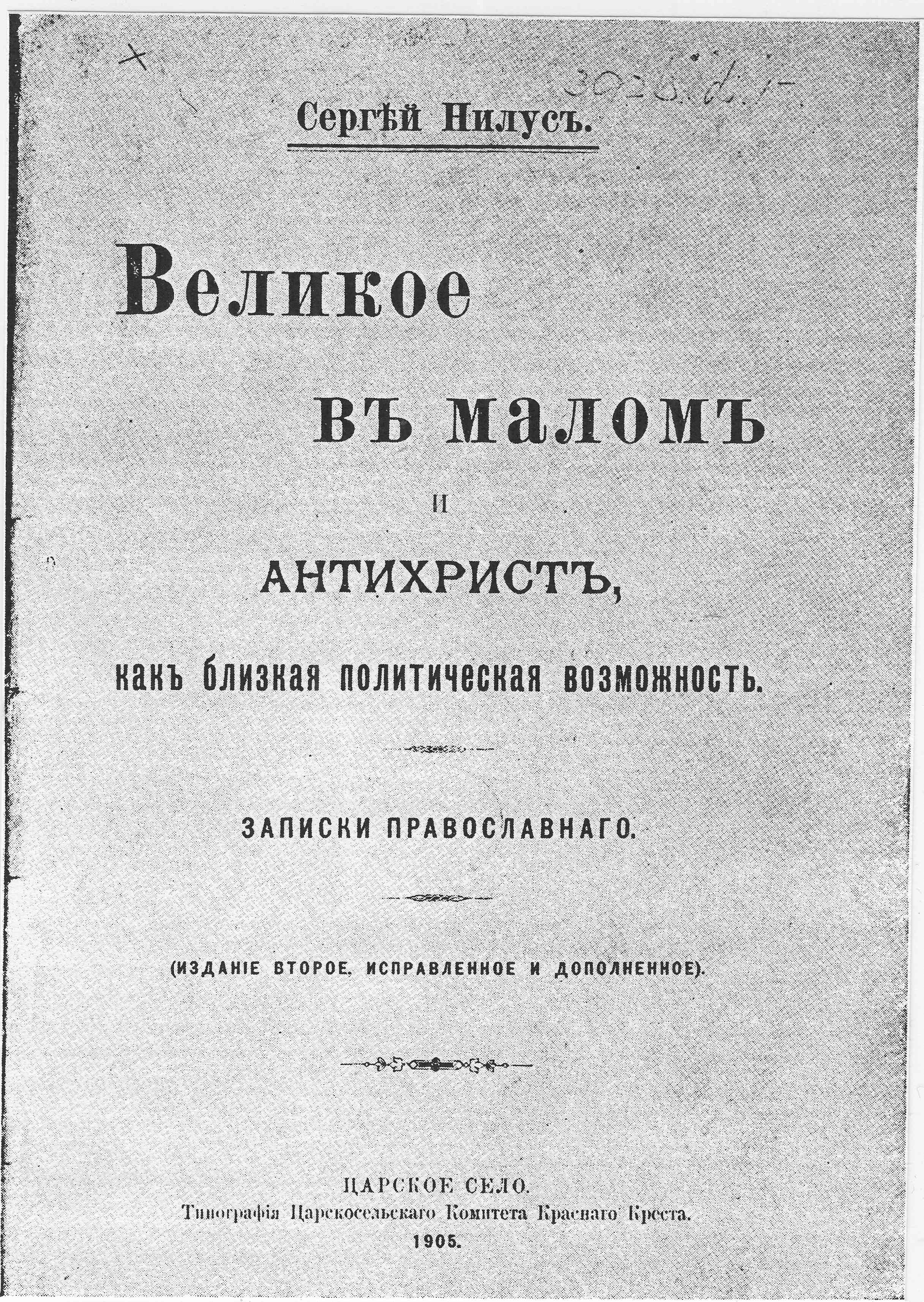
Edició russa del 1905 dels Protocols

Els protocols dels savis de Sió (en rus: Протоколы сионских мудрецов, Protokoly Sionskij Mudretsov, també escurçat com a Сионские протоколы, Sionskie Protokoly) és un text antisemita. El 1921 es demostrà que era una falsificació. El 1935 al diari The Times es tornà a desmentir. I el 1999 es descobrí que era un encàrrec fet per la policia tsarista a Matvei Golovinski.
Publicat per primera vegada el 1903 a la Rússia tsarista, l'objectiu del qual era justificar ideològicament els pogroms que sofrien els jueus. El text, considerat un frau històric, seria la transcripció d'unes suposades reunions dels «savis de Sió», en què aquests detallen els plans d'una conspiració jueva, que controlaria la maçoneria i els moviments comunistes, estesa per totes les nacions de la Terra, i tindria la finalitat d'aconseguir el poder mundial. Els protocols dels savis de Sió és la publicació antisemita més famosa i àmpliament distribuïda de l'època contemporània. Les seves afirmacions sobre els jueus continuen circulant fins avui, especialment per Internet.
El 1905 es publicà la seua edició completa.